# 西連省
西连省是马来西亚砂拉越的其中一个省份，也称第十二省。2015年从三马拉汉省分割出来。
地标 :榴莲